# Roditeli strogogo režima
Roditeli strogogo režima (Родители строгого режима) è un film del 2022 diretto da Nikita Vladimirov.

## Trama
Una coppia di anziani scopre che il loro figlio, un sindaco di 38 anni, è in realtà un politico corrotto. Decidono quindi di invitarlo a casa loro, dove lo rinchiuderanno nella speranza di poterlo rieducare.